# Шевченко Феофан Леонтійович
Шевченко Феофан Леонтійович (1927—2016) — інженер-будівельник, завідувач кафедри опору матеріалів Донецького національного технічного університету, доктор технічних наук, професор, заслужений працівник народної освіти України.

## Біографія
Народився у селі Костянтинівці Мар'їнського району Донецької області. Закінчив із відзнакою будівельний технікум і з відзнакою Донецький індустріальний інститут (1953).
Хронологія кар'єри науковця: асистент кафедри опору матеріалів (1953—1961), ст. викладач (1961—1963), доцент (1963—1967), зав. кафедри (1967—1977), доцент (1977—1985), професор (1985—1986), зав. кафедри (з 1986 р. по цей час). Канд. технічних наук (1963), доцент (1968), доктор технічних наук (1985), професор (1987), заслужений працівник народної освіти України (1996).

## Творчий доробок
Опублікував 170 наукових робіт, зокрема у 3-х частинах
- «Механика упругих деформируемых систем»,
- «Динамика упругих стержневых систем»,
- «Строительная механика».

## Інтернет-ресурси
- Шевченко Феофан Леонтійович[недоступне посилання з серпня 2019]